# Pedra calcària de Solnhofen
La pedra calcària de Solnhofen, en alemany: Solnhofen Plattenkalk, en anglès: Solnhofen limestone, és una pedra calcària de gra molt fi que es troba en les pedreres de la ciutat de Solnhofen, Baviera.
Té dues utilitats principals, el seu ús en litografia i la conservació en excel·lents condicions de fòssils del Juràssic incloent detalls com els dels cossos tous de les meduses. L'espècie fossilitzada més coneguda conservada dins aquest tipus de pedra és l'Archaeopteryx fossilitzat.

## Conservació dels fòssils

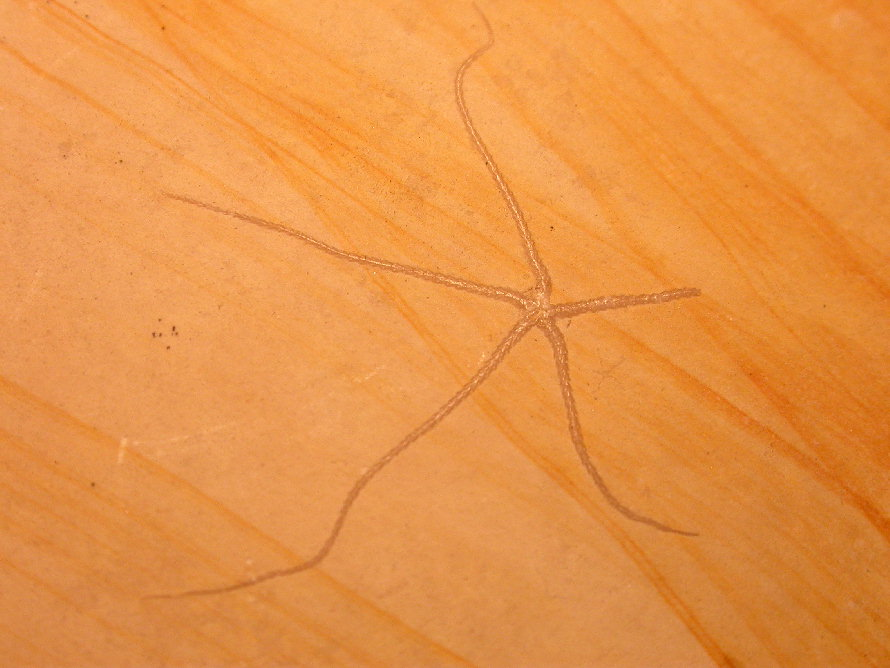
Fòssil d'estrella de mar de la formació de Solnhofen

Durant el Juràssic tardà aquesta zona era un arxipèlag de la Mar Tethys. Això incloïa llacunes salades amb una salmorra sense vida macroscòpica. Qualsevol organisme que queia a la llacuna amb salmorra ni era menjat pels carronyaires ni es podria i esdevenia un fang tou carbonatat. Així es conservaven fins i tot els detalls de les ales dels insectes. Els fòssils no són gaire nombrosos però alguns resulten espectaculars i permeten conèixer un ecosistema del juràssic.
De vegades, les llacunes s'assecaven completament i exposaven fins i tot petits dinosaures. S'ha identificat unes 600 espècies incloent 29 tipus de pterosaures de diferents mides.
La textura de gra fi del fang que es va formar a la zona de Solnhofen, inclou els pobles de Solnhofen i de Eichstätt) és la ideal per a fer planxes de litografia. Una espècie d'aquesta zona investigada des del segle xix rep el nom de Archaeopteryx lithographica en honor a la indústria que emprava la pedra. Tots els espècimens d'aquesta au primitiva hi provenen. Una formació anàloga a la de les condicions de Solnhofen es troba a Orca Basin al nord del Golf de Mèxic, però aquesta és una formació més pregona.

## Béns culturals de la pedra Solnhofen Plattenkalk

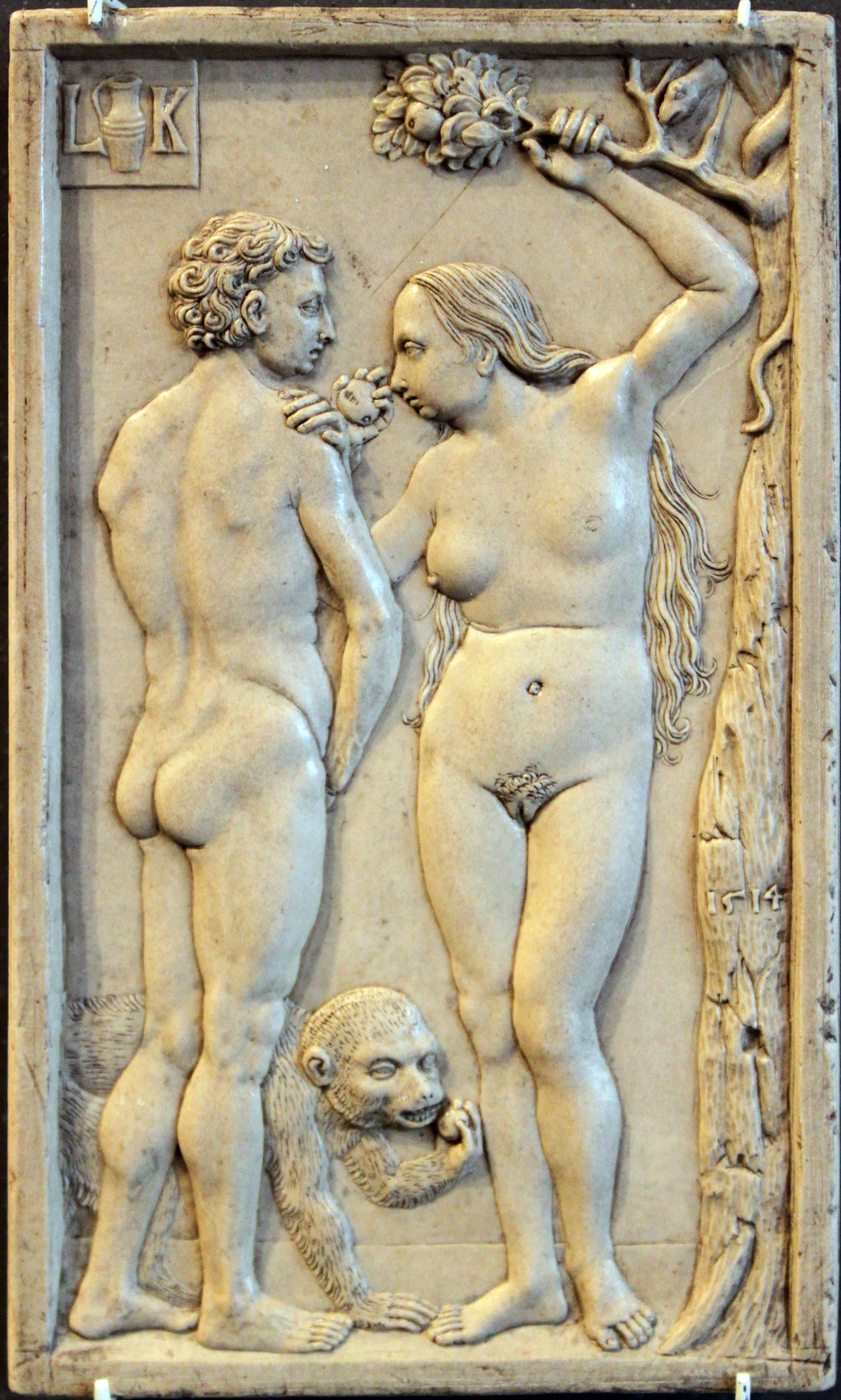
Adam i Eva, 1514 per Ludwig Krug, Bode-Museum, Berlín
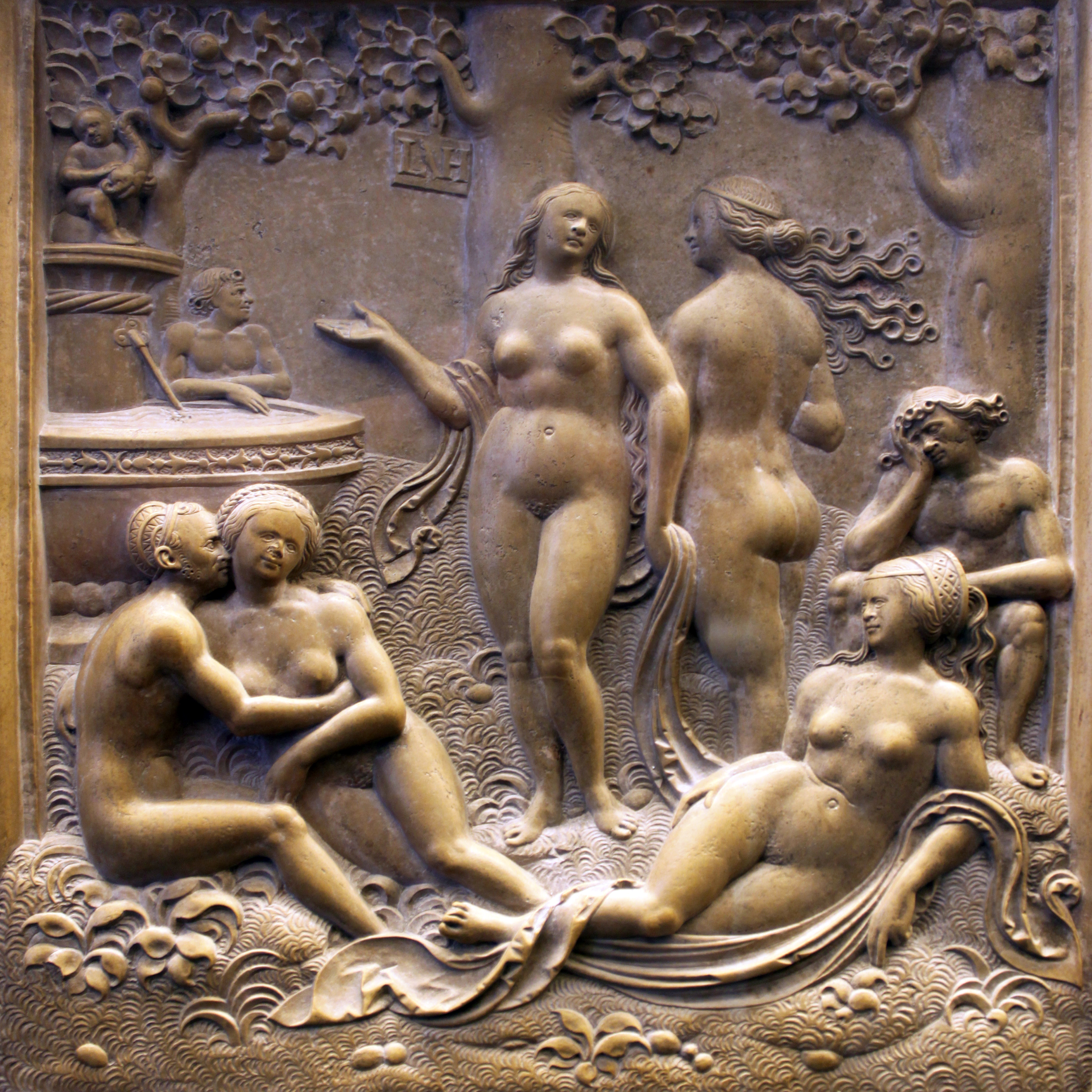
Font de la Joventut, 1525 per Loy Hering (Bode-Museum, Berlín)
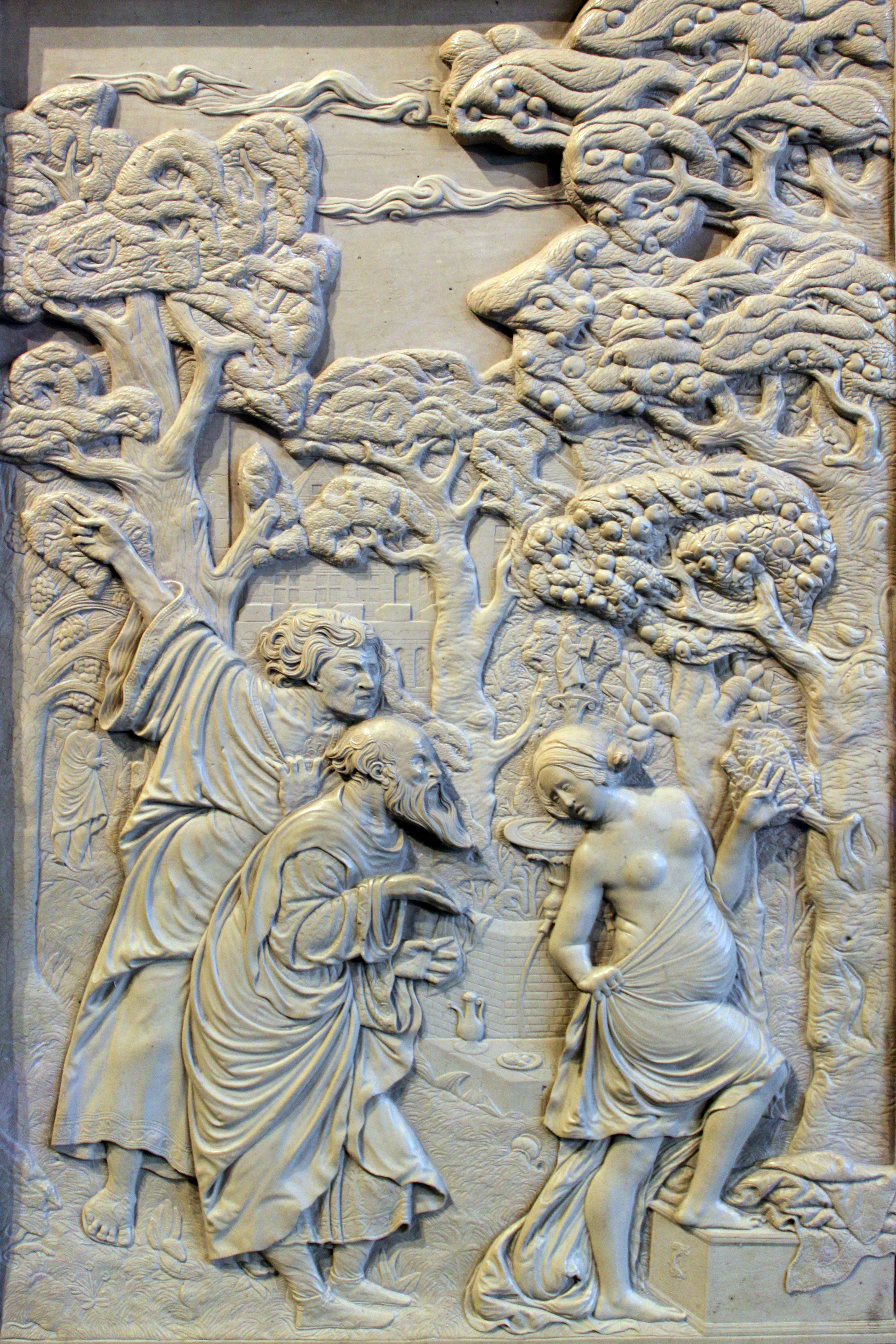
Susanna i els Vells, 1530 per Victor Kayser (Bode-Museum, Berlín)
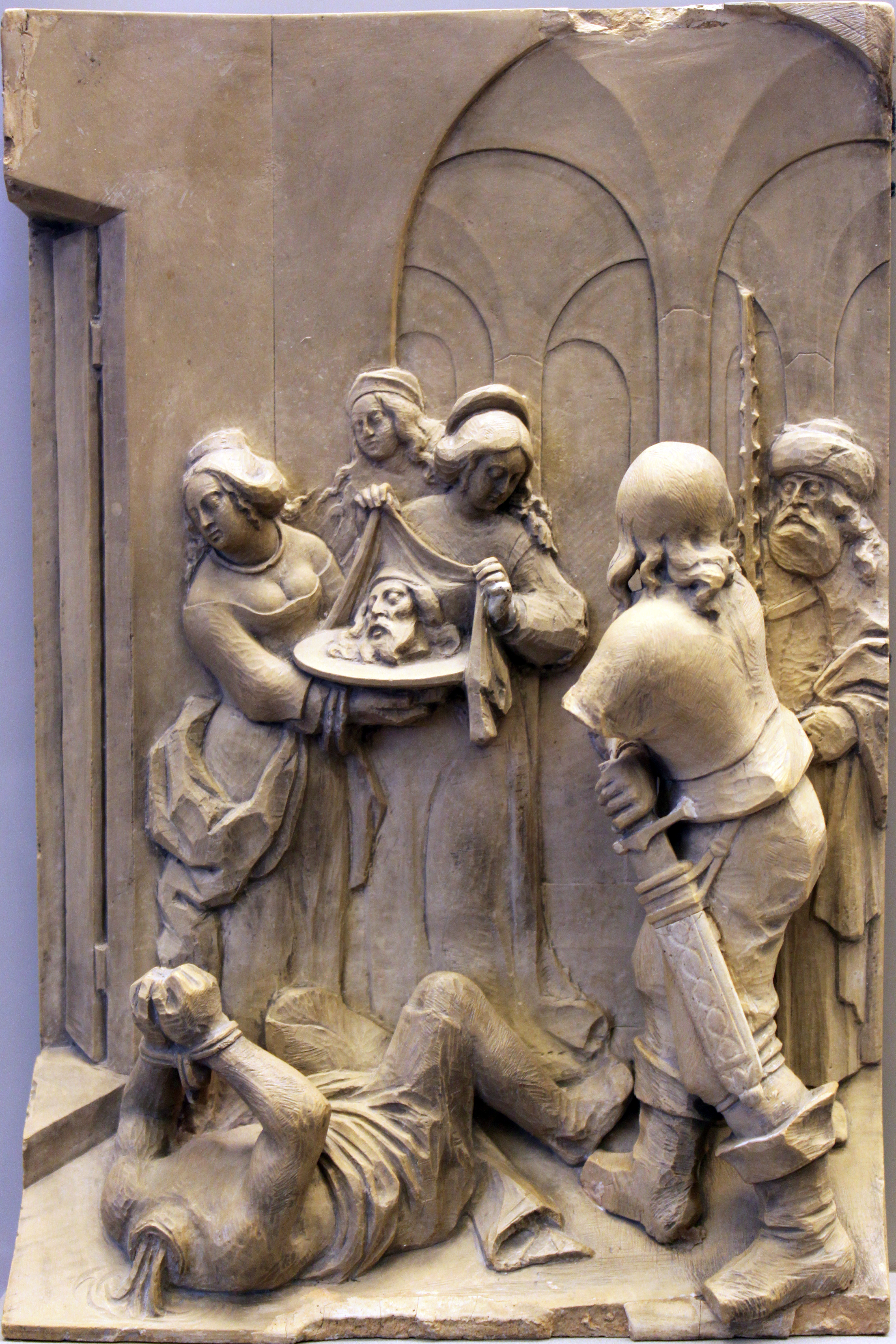
Salomè rep el cap de Sant Joan, 1648 per Georg Schweigger